# كادلبوسكو دي سوبرا
كادلبوسكو دي سوبرا (بالإيطالية: Cadelbosco di Sopra)‏ هي بلدية في مقاطعة ريدجو إميليا في إقليم إميليا رومانيا الإيطالي.

## السكان
في سنة 1861 بلغ عدد السكان 5٬601 نسمة، وتطور العدد ليصل في سنة 2011 لـ 10٬409 نسمة.
يظهر هذا المخطط البياني تطور النمو السكاني لـ كادلبوسكو دي سوبرا